# Andrew Bonar Law
Pour les articles homonymes, voir Bonar et Law.
Andrew Bonar Law (16 septembre 1858 – 30 octobre 1923) est un homme d'État britannique né à Rexton, Nouveau-Brunswick, Canada. Dirigeant du Parti conservateur, de 1911 à 1923, il fut Premier ministre d'octobre 1922 à 1923. Ayant démissionné pour raisons de santé au profit de Stanley Baldwin, il mourut peu après d'un cancer.

## Biographie
Lorsque Arthur Balfour démissionne de son poste de chef de parti en novembre 1911, à la suite de plusieurs échecs électoraux,  Walter Long, qui n'a jamais été satisfait de son style de direction, occupe une bonne position au sein du Parti conservateur et est l'un des principaux candidats pour lui succéder, le candidat du « country party ». Dès 1900, Long avait dénoncé Chamberlain, car le « Parti conservateur ... ne sera pas dirigé par un radical sanglant ». Cependant, il est combattu par Austen Chamberlain, qui est soutenu par les unionistes libéraux toujours sous la direction de son père. À cause du risque d'éclatement du parti, les deux candidats acceptent de se retirer en faveur d'Andrew Bonar Law, un personnage jusqu'ici relativement inconnu, le 12 novembre

## Fonctions ministérielles
- Ministre des Finances de 1916 à 1918.
- Premier ministre de 1922 à 1923.